# Einzelbild (Film)

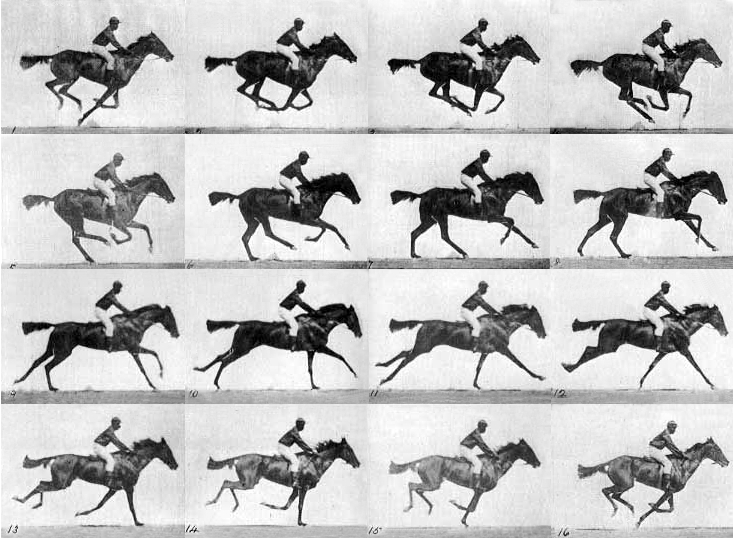
Einzelbilder eines Filmes

Als Einzelbild (englisch frame) bezeichnet man ein einzelnes Bild aus einer Filmsequenz. Es stellt die elementare Einheit des Mediums Film dar, analog dem Buchstaben in der Schrift.
Das Einzelbild in der statischen Photographie wird als Stehbild bezeichnet.
Einzelbilder bilden auf dem Filmstreifen eines Fernseh- oder Kinofilms eine chronologische Abfolge, die nur in dieser zeitlichen Chronologie sinnvoll verstanden werden kann; eine Umkehrung oder Vertauschung dieser Reihenfolge stellt einen Verfremdungseffekt dar. Ein Beispiel hierfür ist die Rückwärtsprojektion; bei diesem so genannten Zeitumkehrtrick wird der Film rückwärts gezeigt.
Einzelbilder bei Filmen von Fotoamateuren können, müssen jedoch – im Gegensatz zur Serienfotografie oder zum Kinofilm – keine Kohäsion aufweisen.
Eine andere Zeitachsenmanipulation ist der Zeitraffer, bei dem die Zeitintervalle zwischen den filmischen Einzelbildern verkürzt werden (normalerweise üblich: 18 bis 24 Bilder pro Sekunde); bei Projektion der Einzelbildfolge geht so die Sonne in wenigen Augenblicken unter oder die Blüte einer Blume öffnet sich innerhalb weniger Sekunden. Den gegenteilige Effekt der Verlangsamung einer Bewegung, indem mit mehr als 24 Bildern je Sekunde aufgenommen wird, nennt man Zeitlupe.
Ein Sonderfall im Kinofilm ist das Vergrößern eines Einzelbildes aus dem Filmstreifen; es kann jedes filmische Einzelbild fototechnisch vergrößert oder ausbelichtet werden. Die werblichen Standbilder, die für Kinofilme angefertigt werden, entstehen jedoch immer durch Standbildfotografen und decken sich nicht immer mit dem Bild, das auf dem Filmstreifen des Kinofilms enthalten ist. In den Publikationen der wissenschaftlichen Kinematheken findet man jedoch häufig Ausbelichtungen von Einzelbildern eines Kinofilmes.
Ein weiterer Sonderfall des aus einer Filmsequenz herausgelösten Einzelbildes stellen digital komprimierte Filmdateien dar; Kompressionsverfahren wie MPEG speichern nicht alle Einzelbilder vollständig, sondern nur die Differenzen innerhalb einer definierten Sequenz; hier ist es nur noch eingeschränkt möglich, gezielt auf ein bestimmtes Einzelbild zuzugreifen.
Kamera-Apps von Smartphones zur Herstellung von Videoaufnahmen ermöglichen oft die Herstellung solcher Standfotos oder Einzelbilder, ohne die Videoaufnahmen unterbrechen zu müssen. 